# Холл, Томас Уильям
То́мас Уи́льям Холл (англ. Thomas William Hall; 1861 — 12 июня 1937) — британский адвокат и филателист, удостоенный чести подписать «Список выдающихся филателистов» в 1921 году.

## Филателистическая деятельность
Т. У. Холл был президентом Королевского филателистического общества Лондона с 1923 по 1929 год, а также председателем Экспертной комиссии. В период с 1917 года по 1937 год он был редактором журнала «Лондонский филателист».
Томас Холл выполнил платинг марок спешной почты Самоа и работал над реконструкцией надпечаток «Postage» («Почтовый сбор») на почтовых марках Наталя. Он продал свою коллекцию почтовых марок Фиджи, чтобы купить коллекцию почтовых марок Занзибара. Результаты проведённого им исследования разновидностей надпечаток на почтовых марках Занзибара были опубликованы в третьей части посвящённого Британской Африке тома, выпущенного Королевским филателистическим обществом Лондона в 1906 году. После смерти в 1917 году Лесли Хосбурга (Leslie Hausburg) Холл приобрёл собранную им филателистическую коллекцию.
В соавторстве с Л. У. Фулчером (L. W. Fulcher) Томас Холл написал книгу «Почтовые марки Венесуэлы» («The Postage Stamps of Venezuela»), изданную в 1924 году.
Собранную им обширную филателистическую библиотеку Холл передал в дар Королевскому филателистическому обществу Лондона.

## Награды
В 1921 году Томас Холл удостоился чести поставить свою подпись под «Списком выдающихся филателитстов».
Медалями были отмечены собранные Томасом Холлом коллекции почтовых марок Перу и Колумбии. Также в 1923 году Т. У. Холл был награждён медалью Тиллеарда (Tilleard Medal) за собранную им коллекцию первых почтовых выпусков Виктории, а в 1932 году медалью Таплинга (Tapling Medal) за выпуск Перу 1858 года.
В 1934 году Т. У. Холл был удостоен медали Линденберга.